# Borisoglebsks kraftverk
Borisoglebsks vattenkraftverk (ryska: Борисоглебская гидроэлектростанция, Borisoglebskaja gidroelektrostantsija) är ett ryskt vattenkraftverk i Pasvikälven vid Borisoglebsk i Petjenga distrikt i Murmansk oblast.
Borisoglebsks vattenkraftverk byggdes mellan 1960 och 1964. Det ägs och drivs av det ryska energiföretaget Territorialnaja generirujusjtjaja kompanija No 1. Själva kraftverket, som har en installerad effekt på 54 MW, ligger på den östra sidan av älven.
Fallhöjden från den 3,9 meter höga Skoltefoss, strax söder om Borisglebsk, har utnyttjats, tillsammans med fallet från Svanevatnet, totalt 19,3 meter.
Kraftverket har två Kaplanturbiner med en installerad effekt av 56 MW.